# Saint-Martin-des-Champs (Yonne)
Saint-Martin-des-Champs település Franciaországban, Yonne megyében. Lakosainak száma 259 fő (2022. január 1.). Saint-Martin-des-Champs Saint-Privé, Lavau és Saint-Fargeau községekkel határos.

## Népesség
A település népessége az elmúlt években az alábbi módon változott:
| Lakosok száma | 298  | 300  | 282  | 273  | 268  | 265  | 260  | 259  |
|               | 2013 | 2015 | 2017 | 2018 | 2019 | 2020 | 2021 | 2022 |